# 杜源生
杜源生（1961年8月—），男，汉族，福建罗源人。1983年8月参加工作，1985年12月加入中国共产党。福建农学院园艺系果树专业毕业，大学本科学历。中华人民共和国政治人物。

## 简历
曾任共青团福州市委副书记，福州市广电局副局长，有线电视台台长，中共鼓楼区委副书记，福州市科委副主任，市科技园区管委会主任，福清市市长，中共闽侯县委书记。
2007年2月，任福州市副市长、中共闽侯县委书记。2009年8月，任中共福州市委常委、副市长，福州(平潭)综合实验区党工委书记、管委会主任。2010年2月26日，任福州(平潭)综合实验区(机构升格为正厅级)党工委副书记、管委会副主任。2010年8月11日，任福建省平潭综合实验区党工委副书记、管委会副主任、平潭县委书记。
2013年2月，任中共三明市委副书记，三明市副市长、代市长（2013年5月当选市长）。2016年8月，任中共三明市委书记。2018年1月，当选福建省政协副主席。
2023年1月13日，卸任福建省政协副主席职务。